# جيني دوركاس فيلوز
جيني دوركاس فيلوز (بالإنجليزية: Jennie Dorcas Fellows)‏ هي أمينة مكتبة أمريكية، ولدت في 4 أبريل 1873 في نورويتش في الولايات المتحدة، وتوفيت في 10 أكتوبر 1938.